# Виз (фильм)
«Виз» (англ. The Wiz) — американский семейный приключенческий музыкальный фильм режиссёра Сидни Люмета по сказке Лаймена Фрэнка Баума «Удивительный волшебник из страны Оз» (1900) и либретто к одноимённому мюзиклу Уильяма Ф. Брауна. Премьера фильма состоялась 24 октября 1978 года.

## Сюжет
Дороти, воспитательница детского сада из Нью-Йорка, попадает в волшебную страну. Вместе с новыми друзьями Страшилой, Железным Дровосеком и Трусливым Львом, она отправляется в Изумрудный Город к Великому и Ужасному Визу, чтобы тот помог ей вернуться домой и исполнить самые заветные желания её спутников.

## В ролях
| Актёр            | Роль                               |
| ---------------- | ---------------------------------- |
| Дайана Росс      | Дороти Гейл                        |
| Майкл Джексон    | Страшила                           |
| Нипси Расселл    | Железный Дровосек                  |
| Тед Росс         | Трусливый Лев                      |
| Мейбл Кинг       | Эвеллина, злая ведьма Запада       |
| Тереза Мерритт   | тётя Эм                            |
| Тельма Карпентер | госпожа Единица, добрая фея Севера |
| Лена Хорн        | Глинда, добрая фея Юга             |
| Ричард Прайор    | Виз / Герман Смит                  |
| Стенли Грин      | дядя Генри                         |
| Кейси Цисык      | певица хора                        |

## Съёмочная группа
- Режиссёр-постановщик: Сидни Люмет
- Сценарист: Джоэл Шумахер
- Продюсер: Роб Коэн
- Композиторы: Чарли Смоллс, Куинси Джонс
- Оператор-постановщик: Освальд Моррис
- Монтажёр: Диди Аллен

## Производство

### Съемки
Фильм практически полностью снимали в Нью-Йорке, в районе Квинс. Отдельные сцены снимали в Нью-Йоркской публичной библиотеке и в студийных павильонах. 

## Награды и номинации
- 1979 — Премия «Оскар»:[3]
  - номинация на лучшую работу художника-постановщика — Тони Уолтон, Филип Розенберг, Эдвард Стюарт и Роберт Драмхеллер
  - номинация на лучшую операторскую работу — Освальд Моррис
  - номинация на лучший дизайн костюмов — Тони Уолтон
  - номинация на лучшую адаптацию партитуры — Куинси Джонс
- 1979 — Премия «Сатурн»:[4]
  - номинация на лучший фильм-фэнтези
  - номинация на лучшую женскую роль — Дайана Росс
  - номинация на лучший дизайн костюмов — Тони Уолтон
  - номинация на лучший грим — Стэн Уинстон
  - номинация на лучшие спецэффекты — Альберт Уитлок
  - номинация на лучшего актёра второго плана — Майкл Джексон
  - номинация на лучшую актрису второго плана — Мейбл Кинг
- 1979 — премия Национальной ассоциации содействия прогрессу цветного населения за достижения в сферах кино, телевидения, театра, музыки и литературы выдающемуся киноактёру — Майкл Джексон[5]

## Саундтрек[6]
- «You Can’t Win, You Can’t Break Even» Чарли Смоллса в исполнении Майкла Джексона (нет в титрах) и Четырёх Ворон (нет в титрах)
- «Poppy Girls Theme» (нет в титрах) Куинси Джонса
- «Emerald City Ballet Sequence» Куинси Джонса на слова Чарли Смоллса
- «Is This What Feeling Gets? (Dorothy’s Theme)» Куинси Джонса, Ника Эшфорда и Валери Симпсон
- «Can I Go On Not Knowing?» Куинси Джонса, Ника Эшфорда и Валери Симпсон в исполнении Дайаны Росс (нет в титрах)
- «Ease On Down The Road #1» Чарли Смоллса в исполнении Дайаны Росс и Майкла Джексона
- «The Feeling That We Once Had» Чарли Смоллса в исполнении Терезы Меритт и Подружек тёти Эм
- «Tornado / Glinda’s Theme» Чарли Смоллса в исполнении Лены Хорн
- «He’s The Wizard» Чарли Смоллса в исполнении Тельмы Карпентерс и Жевунов
- «Soon As I Get Home / Home» Чарли Смоллса в исполнении Дайаны Росс
- «What Would I Do If I Could Feel?» Чарли Смоллса в исполнении Нипси Расселла
- «Slide Some Oil To Me» Чарли Смоллса в исполнении Нипси Расселла
- «Ease On Down The Road #2» Чарли Смоллса в исполнении Дайаны Росс, Майкла Джексона и Нипси Расселла
- «I’m A Mean Ole Lion» Чарли Смоллса в исполнении Теда Росса
- «Ease On Down The Road #3» Чарли Смоллса в исполнении Дайаны Росс, Майкла Джексона, Нипси Расселла и Теда Росса
- «Be A Lion» Чарли Смоллса в исполнении Дайаны Росс, Майкла Джексона, Нипси Расселла и Теда Росса
- «So You Wanted To See The Wizard» Чарли Смоллса в исполнении Ричарда Прайора
- «Don’t Nobody Bring Me No Bad News» Чарли Смоллса в исполнении Мейбл Кинг и Мигунов
- «Don’t Nobody Bring Me No Bad News (Reprise)» Чарли Смоллса в исполнении Мейбл Кинг и Мигунов
- «Everybody Rejoice / A Brand New Day» Лютера Вандросса в исполнении Дайаны Росс (нет в титрах), Майкла Джексона (нет в титрах), Нипси Расселла(нет в титрах), Теда Росса (нет в титрах) и Мигунов (нет в титрах)
- «If You Believe In Yourself (Dorothy)» Чарли Смоллса в исполнении Дайаны Росс
- «The Good Witch Glinda» Чарли Смоллса
- «If You Believe In Yourself (Reprise)» Чарли Смоллса в исполнении Лены Хорн
- «Home (Finale)» Чарли Смоллса в исполнении Дайаны Росс